# 合約製造商
合約製造商，即生產者有能力製造、有效率的提供並滿足且依客戶所提的合約內容來生產或製造成品、半成品、零件。其生意模式可能是OEM或ODM方式；重點是要有足夠的財務做後盾，主要是用於購買生產原料或是半成品做為製造，加工組合客戶的合約成品。